# VSK Technika Brno, oddíl baseballu a softballu
VSK Technika Brno, oddíl baseballu a softballu je jedním z nejstarších baseballových a softballových klubů v České republice. Klub působí v areálu na Kraví hoře v Brně. Muži po dlouholeté účasti v nejvyšší soutěži v roce 2020 sestoupili do 1. baseballové ligy. Po roce v 1. baseballové lize tým zpět postoupil, pro sezónu 2022, do nejvyšší české baseballové soutěže. Ženy byly dlouholetým účastníkem nejvyšší soutěže - 1. softbalové ligy.

## Úspěchy

### Klubové trofeje
- Mistr ČR v baseballu: 5 (1990, 1991, 1993, 1994, 2011)
- Vítěz Českého baseballového poháru: 3 (1999, 2001, 2004)
- Vítěz evropského baseballového poháru CEB: 2001
- Mistr ČR v softballu žen: 1993
- Vítěz Českého softballového poháru žen: 1994
- Mistr ČR v baseballu - junioři: 2 (1997, 1998)
- Mistr ČR v baseballu - mladší žáci: 2 (2008, 2012)
- Vítěz Českého baseballového poháru - kadeti: 2014
- Vítěz Velké ceny Brna kadetů: 2013
- Vítěz Eagles Open: 2012

### Individuální ocenění v české extralize
- Nejlepší pálkař: Roger Deago (1998), Tomáš Přibyl (2002), Tomáš Svoboda (2007), Matěj Menšík (z.č.2020)
- Nejlepší nadhazovač: Roger Deago (1997, 1998), Petr Pacas (2000, 2004), Trevor Caughey (2010)
- Nejvíce homerunů: Roman Talda (1997), Tomáš Přibyl (2003), Martin Střítecký (2005, 2007, 2009, 2010), Jiří Marek (2011, 2012, 2013), Matthew Lawman (2012), Matěj Menšík (2020)
- Nejlepší hráč play-off: Roger Deago (2011)
- Talent roku: Richard Sázavský (2011)
- Členové klubu homerunářů: Martin Střítecký, Roman Talda, Tomáš Přibyl
- Trenér roku: Tomáš Svoboda (2011)

## Historie
Oddíl byl založen v listopadu 1971. Již od jara se však pozdější zakladatelé Techniky scházeli na dvoře za kolejemi na tehdejší Leninově (dnes Kounicově) ulici. V listopadu 1971 následovalo oficiální přijetí do VŠTJ Technika Brno. Na jaře 1972 přešel oddíl na Kraví horu, kde svépomocí vybudoval první softballové hřiště na Moravě.
V prvních letech činnosti hrála Technika na turnajích a akademických mistrovstvích. Prvním výraznějším úspěchem bylo vítězství na turnaji ve Zbirohu v roce 1975, který byl považován za neoficiální softballové mistrovství ČSSR neligových týmů. Od 70. let do roku 1989 pořádala Technika zimní turnaje v pavilonu Z na brněnském výstavišti.
V letech 1975 až 1979 hráli muži softballovou Národní ligu mužů a Český baseballový pohár. Ženy úspěšně hrály Národní ligu žen. V ročníku 1979 skončili muži v lize poslední a sestoupili. V Technice došlo k zásadnímu rozhodnutí: nadále se v mužských kategoriích věnovat pouze baseballu. Tomu se přizpůsobilo hřiště na Kraví hoře, které bylo rozšířeno pro potřeby baseballu.
V roce 1981 se Technika zúčastnila prvního zahraničního turnaje v Holandsku. Následovalo další pozvání a Technika tak hrála na turnajích např. v Itálii, Jugoslávii, Německu a Rakousku. V Technice na stážích působili zahraniční trenéři z Itálie a Holandska, kteří předávali cenné rady a zkušenosti. Pro ženskou část oddílu byly svátkem zápasy s americkými TWA družstvy na Kraví hoře. Od roku 1985 pořádá Technika mezinárodní baseballový turnaj Velkou cenu Brna (později Starobrno Cup), který čtyřikrát vyhrála. V posledních letech je tento turnaj zaměřen na mládežnické kategorie.
Po změně politických poměrů v roce 1989 došlo k přejmenování VŠTJ na VSK Technika Brno. Pro baseballový a softballový oddíl nastala „zlatá éra“, kdy Technika vyhrála v roce 1990 a 1991 první baseballovou ligu. V roce 1992 byla Technika vyřazena pozdějším mistrem Kovo Praha již v semifinále. Zlatá éra pokračovala v letech 1993 a 1994 kdy Technika opět vyhrála ligu, ale to už nejvyšší soutěž nesla název – Česká baseballová extraliga.
Na úspěchy mužů navázaly ženy v roce 1991, kdy v softballové lize skončily druhé. V roce 1992 obsadily třetí místo. Největší úspěch dosáhly v roce 1993, kdy ženy Techniky ligu vyhrály. V roce 1994 získaly pouze druhé místo, ale vyhrály pohár České softbalové asociace. Mistrovské tituly Techniky v baseballu a v softballu žen v jedné sezóně jsou dosud nepřekonaným českým klubovým rekordem.
V letech 1994 – 1996 hrály družstva Techniky se jménem sponzora v názvu jako Nokia Brno. V roce 1995 do Extraligy postoupili Draci Brno (jako VŠZ Brno). Od tohoto roku se datuje rivalita těchto dvou brněnských klubů, která se projevuje jak na hřišti tak na tribunách. Toto „věčné“ soupeření lze přirovnat k rivalitě fotbalové Sparty a Slavie.
Úspěchy mužů i žen zajišťují Technice účast v evropských pohárech. V roce 1994 se muži, jako vůbec první český tým, zúčastnili Poháru mistrů evropských zemí (PMEZ). Skončili sice poslední, ale hned následující rok vyhráli PMEZ skupiny „B“ a vrátili tak České republice právo startovat v elitní skupině „A“. Ženy svůj „křest“ v evropských pohárech absolvovaly v roce 1992. V roce 1994 hrály PMEZ v holandském Bussum.
V roce 1995 začala přestavba a modernizace hřiště na Kraví hoře. Původní rozměry hřiště byly zvětšeny a pískový povrch byl nahrazen trávou s antukovými koridory. V roce 1997 byla zahájena rekonstrukce zázemí. V roce 1998 byla dokončena stavba budovy „klubhausu“, ve které jsou ubytovací prostory pro hráče, kancelář a restaurace. V roce 2006 byly dokončeny práce na dalším objektu, ve kterém jsou umístěny šatny a sociální zázemí pro hráče a rozhodčí.
V roce 1999 organizovala Technika Pohár vítězů poháru (PVP). Na Kraví hoře se představily kvalitní evropské týmy v čele s profesionálním Neptunus Rotterdam. Technika na tomto turnaji skončila na 6. místě, což znamenalo udržení pozic českého baseballu v této soutěži i pro další rok. V letech 1999, 2001 a 2004 vyhráli muži Český baseballový pohár. Junioři získali mistrovský titul v letech 1997 a 1998. V roce 2001 dosáhli muži prvního výrazného úspěchu na mezinárodní scéně v podobě vítězství v evropském CEB poháru.
Ženy v roce 1996 skončily v 1. české softballové lize poslední a sestoupily. Druhou ligu hrály v letech 1997 – 1999. Do první ligy se vrátily v sezóně 2000, kde od té doby bojovaly s přesilou pražských týmů. Výjimkou byl rok 2003 kdy získaly stříbrné medaile.
Technikou prošlo několik zahraničních hráčů. Před rokem 1989 to byli hráči z rozvojových zemí, kteří studovali nebo pracovali v Brně (Kuba, Nikaragua). Po roce 1989 to byli většinou Američané. Jako první se v dresu Techniky představil Bill Reiffsnider, který za Techniku hrál v letech 1990 – 1991 a výraznou měrou přispěl k zisku prvních dvou titulů. Další výraznou posilou byl například Brad Hall (1999) nebo nadhazovač Jeremiah Johnson (2004). V ženském týmu působily především hráčky ze Slovenska. V sezóně 2007 byly několik zápasů výraznými posilami Američanky Tracie Adix a Kara Amundson. Nadhazovačka Tracie Adix ve stejném roce podepsala smlouvu s týmem americké profesionální ligy Chicago Bandits.
Vůbec nejslavnějším hráčem, který kdy oblékal dres Techniky byl levoruký nadhazovač i výborný pálkař Roger Deago. Tento Panamec studující v Brně hrál za Techniku v letech 1997 – 1998. V roce 2002 podepsal smlouvu s týmem San Diego Padres a rok později si v MLB zahrál. V roce 2011 se do Techniky vrátil.
Zahraniční posily nepůsobily v Technice jen na hráčských postech, ale i na místech trenérů. Nejvýznamnějším zahraničním trenérem byl bezesporu Eric „Rick“ Jacques, který Techniku trénoval v letech 1999 – 2003. Později byl i trenérem národního týmu (2003 - 2005). Po jeho odchodu hledala Technika kvalitního trenéra, dvakrát angažovala americké trenéry (2004, 2006), ale výběr nebyl ani v jednom případě příliš šťastný. V sezónách 2006 a 2007 se tak o trenérskou práci dělili hráč Martin Střítecký a veterán Roman Mráz. Na sezónu 2008 byl angažován americký trenér Randy Barber, který u Techniky působil již na začátku 90. let.
V roce 2009 vedl A tým hrající trenér Tomáš Svoboda. V roce 2009 byla posilou trojice Australanů (Berg, Bumstead, Cunningham).
Na sezónu 2010 byli angažováni tři Američané (Trevor Caughey, Alexander Derhak a hrající trenér William Hess) a Kanaďan Ryan Lee Murphy. Tito hráči představovali velkou posilu, která dovedla Techniku po osmi letech do finále extraligy. V sérii hrané na tři vítězství, podlehla Technika brněnským Drakům až v pátém rozhodujícím zápase.
V roce 2011 kdy Technika slavila 40. let od svého založení dokázala vyhrát Extraligu a po dlouhých 16. letech ukončila kralování Draků Brno. V této sezóně se na Kraví horu vrátil Roger Deago, dalšími zahraničními posilami byli Australané Matthew Lawman a Steven Chambers. Tým vedl hrající trenér Tomáš Svoboda, který byl následně vyhlášen trenérem roku.
V roce 2020 je začátek základní částí Extraligy nadějný. Technika však těsně nepostupuje do bojů o prvních 6 pozic v Extralize. V baráži podceňuje soupeře a sestupuje pro sezonu 2021 do nižší soutěže. 
Na sezonu 2021 technika posiluje A tým o 2 zahraniční posily (Javon Rigsby a Miguel Bastidas). Tito dva dominantní nadhazovači se stávají oporami A týmu, bez pochyby velkou mírou přispěli k úspěšnému postupu do Extraligy. Technika nakonec k 50. výročí založení klubu oslavuje úspěch návratu A týmu do nejvyšší české soutěže.  
V sezoně 2023 si Technika Brno neudržela pozici v Extralize. Od sezony 2024 Technika Brno soutěží v nižší české soutěži.   

### Účast v evropských baseballových pohárech
|      |                                        |     |                  |                             | vítězství | prohry |
| 2012 | Evropský pohár - kvalifikace (playoff) | CZE | Brno             | 1. místo                    | 2         | 0      |
| 2012 | Evropský pohár                         | NED | Rotterdam        | 6. místo                    | 0         | 5      |
| 2011 | Evropský pohár - kvalifikace (playoff) | CZE | Brno             | 1. místo                    | 2         | 0      |
| 2011 | Evropský pohár - kvalifikace           | AUT | Attnang-Puchheim | 1. místo                    | 6         | 1      |
| 2010 | Evropský pohár - kvalifikace (playoff) | CZE | Brno             | prohra s North Stars Moskva | 1         | 2      |
| 2010 | Evropský pohár - kvalifikace           | BEL | Antverpy         | 1. místo                    | 6         | 0      |
| 2007 | PCEB                                   | CRO | Záhřeb/Karlovac  | 6. místo                    | 3         | 2      |
| 2005 | PVP                                    | BEL | Antverpy         | 5. místo                    | 3         | 2      |
| 2004 | PVP                                    | NED | Haag             | 4. místo                    | 3         | 1      |
| 2002 | PVP                                    | GER | Řezno            | 7. místo                    | 0         | 4      |
| 2001 | PCEB                                   | FRA | Méty             | 1. místo                    | 3         | 1      |
| 2000 | PVP                                    | ITA | Grosseto         | 6. místo                    | 2         | 3      |
| 1999 | PVP                                    | CZE | Brno             | 6. místo                    | 2         | 3      |
| 1995 | PMEZ „B“                               | CZE | Brno             | 1. místo                    | 4         | 0      |
| 1994 | PMEZ                                   | NED | Haag             | 8. místo                    | 0         | 5      |
| 1992 | PMEZ „B“                               | ITA | Rimini           | 9. místo                    | 2         | 4      |
| 1991 | PMEZ „B“                               | YUG | Lublaň           | 3. místo                    | 3         | 2      |

### Účast v evropských softballových pohárech žen
| 2004 | PVP  | RUS | Moskva  | 4. místo |
| 1995 | PVP  | ITA | Livorno | 6. místo |
| 1994 | PMEZ | NED | Bussum  | 7. místo |
| 1992 | PVP  | CZE | Příbram | 4. místo |

## Hymna
- hudba a text: Rudolf Drnec
- zpěv, kytara: Dalibor Vostal
- volně ke stažení ve formátu mp3

| Tvrdej odpal to je naše zbraň Soupeři Techniky braň se braň Příhoz pěknej přesně do ruky To je něco pro naše kluky Ref.: Technika hull ho hull ho do boje Za vítězství a pivo svoje Technika hull ho hull ho do boje Za vítězství a pivo svoje Každej zápas to je velkej boj V soupeři je strašnej nepokoj Parnímu válci náš klub se podobá Soupeře se zemí zarovná Ref. Občas taky ňáká ulívka Cizí catcher je jak nádivka Hochu pořád na double play hrej V score bude soupeř plonkovej Ref. |

## Síň slávy
- Bohumil Čuta
- Rudolf Drnec
- Igor Gargoš
- Ivana Golešová
- Ladislav Chodák
- Zdeněk Chytal - in memoriam
- Jiří Maršálek
- Roman Mráz
- Robert Opatřil
- Ludmila Kisialová-Tesaříková
- Irena Cífková-Mikulášová
- Jan Vařejčko
- Roman Talda
- Rick Jacques

### Publikace
- Ročenky Český baseball, 1996 - 2017, Česká baseballová asociace